# Klaus Meine
Klaus Meine (Hannover, 1948. május 25. –) német énekes, a Scorpions hard rock együttes frontembere, énekese.

## Pályafutása
Mielőtt a Scorpionshoz csatlakozott volna, Meine egy Hannoveri bandának, a Copernicusnak volt az énekese. Itt volt gitáros Michael Schenker, akinek fivére, Rudolf Schenker a Scorpions alapító tagja. Rudolf kérésére 1970-ben csatlakozott a Scorpionshoz Klaus Meine és Michael Schenker is. Az együttes dalainak nagy részét a Rudolf Schenkerrel együtt Klaus Meine írta.
2010-ben a csapat bejelentette, hogy egy utolsó turné után végleg visszavonulnak.
2010-ben részt vett Tobias Sammet Avantasia projektjében, ahol Sammettel duettet énekel.

### Diszkográfia
- Lonesome Crow - 1972
- Fly To The Rainbow - 1974
- In Trance - 1975
- Virgin Killer - 1976
- Taken By Force - 1977
- Tokyo Tapes - 1978
- Lovedrive - 1979
- Animal Magnetism - 1980
- Blackout - 1982
- Love At First Sting - 1984
- World Wide Live - 1985
- Savage Amusement - 1988
- Crazy World - 1990
- Face The Heat - 1993
- Live Bites - 1995
- Pure Instinct - 1996
- Eye To Eye - 1999
- Moment Of Glory - 2000
- Acoustica - 2001
- Unbreakable - 2004
- Humanity Hour 1 - 2007
- Sting In The Tail - 2010

### Együttműködések
- 2010 Avantasia, "The Wicked Symphony (Dying for an Angel)"